# Endō Wataru
Endō Wataru (遠藤 航 (Viễn-Đằng Hàng) sinh ngày 9 tháng 2 năm 1993) là một cầu thủ bóng đá chuyên nghiệp người Nhật Bản hiện đang thi đấu ở vị trí tiền vệ phòng ngự cho câu lạc bộ Premier League Liverpool và là đội trưởng của đội tuyển bóng đá quốc gia Nhật Bản.

## Sự nghiệp quốc tế
Ngày 23 tháng 7 năm 2015, huấn luyện viên đội tuyển Nhật Bản Vahid Halilhodžić triệu tập anh tham dự Cúp bóng đá Đông Á 2015. Tháng 5 năm 2018, anh có tên trong đội hình sơ loại của Nhật Bản tham dự FIFA World Cup 2018 ở Nga. Endo đã tham dự hai kỳ World Cup vào các năm 2018 và 2022, và là trụ cột của đội tuyển Nhật Bản trong nhiều năm nay.

## Thống kê sự nghiệp

### Câu lạc bộ
Tính đến trận đấu diễn ra ngày 20 tháng 3 năm 2021
| Câu lạc bộ           | Mùa giải             | Giải vô địch           | Giải vô địch | Giải vô địch | Cúp     | Cúp       | Cúp Liên đoàn | Cúp Liên đoàn | Khác    | Khác      | Tổng    | Tổng      |
| Câu lạc bộ           | Mùa giải             | Hạng đấu               | Số trận      | Bàn thắng    | Số trận | Bàn thắng | Số trận       | Bàn thắng     | Số trận | Bàn thắng | Số trận | Bàn thắng |
| -------------------- | -------------------- | ---------------------- | ------------ | ------------ | ------- | --------- | ------------- | ------------- | ------- | --------- | ------- | --------- |
| Shonan Bellmare      | 2010                 | J.League Division 1    | 6            | 1            | 0       | 0         | 1             | 0             | —       | —         | 7       | 1         |
| Shonan Bellmare      | 2011                 | J.League Division 2    | 34           | 1            | 0       | 0         | —             | —             | —       | —         | 34      | 1         |
| Shonan Bellmare      | 2012                 | J.League Division 2    | 32           | 7            | 0       | 0         | —             | —             | —       | —         | 32      | 7         |
| Shonan Bellmare      | 2013                 | J.League Division 1    | 17           | 3            | 0       | 0         | —             | —             | —       | —         | 17      | 3         |
| Shonan Bellmare      | 2014                 | J.League Division 2    | 38           | 7            | 0       | 0         | —             | —             | —       | —         | 38      | 7         |
| Shonan Bellmare      | 2015                 | J1 League              | 31           | 4            | 0       | 0         | 1             | 0             | —       | —         | 32      | 4         |
| Shonan Bellmare      | Tổng                 | Tổng                   | 158          | 23           | 0       | 0         | 2             | 0             | 0       | 0         | 160     | 23        |
| Urawa Red Diamonds   | 2016                 | J1 League              | 29           | 0            | 1       | 0         | 3             | 0             | 6       | 0         | 39      | 0         |
| Urawa Red Diamonds   | 2017                 | J1 League              | 30           | 3            | 1       | 0         | 2             | 0             | 13      | 1         | 46      | 4         |
| Urawa Red Diamonds   | 2018                 | J1 League              | 16           | 2            | 4       | 0         | 4             | 0             | —       | —         | 24      | 2         |
| Urawa Red Diamonds   | Tổng                 | Tổng                   | 75           | 5            | 6       | 0         | 9             | 0             | 19      | 1         | 109     | 6         |
| Sint-Truiden         | 2018-19              | Belgium First Division | 26           | 2            | 2       | 0         | 0             | 0             | —       | —         | 28      | 2         |
| Sint-Truiden         | 2019-20              | Belgium First Division | 3            | 0            | 0       | 0         | 0             | 0             | —       | —         | 3       | 0         |
| Sint-Truiden         | Tổng                 | Tổng                   | 29           | 2            | 2       | 0         | 0             | 0             | 0       | 0         | 31      | 2         |
| VfB Stuttgart (mượn) | 2019-20              | 2 Bundesliga           | 21           | 1            | 1       | 0         | 0             | 0             | —       | —         | 22      | 1         |
| VfB Stuttgart        | 2020-21              | Bundesliga             | 34           | 3            | 3       | 0         | —             | —             | —       | —         | 37      | 3         |
| VfB Stuttgart        | Tổng                 | Tổng                   | 55           | 4            | 4       | 0         | —             | —             | —       | —         | 59      | 4         |
| Tổng cộng sự nghiệps | Tổng cộng sự nghiệps | Tổng cộng sự nghiệps   | 306          | 33           | 12      | 0         | 11            | 0             | 19      | 1         | 348     | 34        |

### Quốc tế
Tính đến 3 tháng 2 năm 2024
| Nhật Bản  | Nhật Bản | Nhật Bản |
| Năm       | Trận     | Bàn      |
| --------- | -------- | -------- |
| 2015      | 5        | 0        |
| 2016      | 2        | 0        |
| 2017      | 4        | 0        |
| 2018      | 4        | 0        |
| 2019      | 7        | 1        |
| 2020      | 3        | 0        |
| 2021      | 9        | 1        |
| 2022      | 13       | 0        |
| 2023      | 8        | 0        |
| 2024      | 5        | 1        |
| Tổng cộng | 60       | 3        |

### Bàn thắng quốc tế
Tính đến ngày 19 tháng 1 năm 2023.
| # | Ngày                 | Địa điểm                                          | Số trận | Đối thủ  | Bàn thắng | Kết quả | Giải đấu                 |
| - | -------------------- | ------------------------------------------------- | ------- | -------- | --------- | ------- | ------------------------ |
| 1 | 10 tháng 10 năm 2019 | Sân vận động Saitama 2002, Saitama, Nhật Bản      | 21      | Mông Cổ  | 5–0       | 6–0     | Vòng loại World Cup 2022 |
| 2 | 25 tháng 3 năm 2021  | Sân vận động Nissan, Yokohama, Nhật Bản           | 26      | Hàn Quốc | 3–0       | 3–0     | Giao hữu                 |
| 3 | 19 tháng 1 năm 2024  | Sân vận động Thành phố Giáo dục, Al Rayyan, Qatar | 57      | Iraq     | 1–2       | 1–2     | AFC Asian Cup 2023       |

## Danh hiệu

### Câu lạc bộ
Shonan Bellmare
- J.League Division 2: 2014

Urawa Red Diamonds
- J.League Cup: 2016
- Giải bóng đá vô địch Suruga Bank: 2017
- AFC Champions League: 2017

Liverpool
- Premier League: 2024–25
- EFL Cup: 2023–24

### Quốc tế
U-23 Nhật Bản
- Giải vô địch bóng đá U-23 châu Á: 2016